# Roman Žďárek
Roman Žďárek (1973 Opočno – 8. listopadu 2020) byl český advokát a odborník na medicínské právo.

## Vzdělání a profesní kariéra
Absolvoval lékařskou fakultu Univerzity Karlovy v Hradci Králové a později právnickou fakultu Západočeské Univerzity v Plzni. V roce 2003 začal působit jako právník v Nemocnici Na Homolce. Taktéž působil jako odborný asistent na Univerzitě Hradec Králové. V roce 2006 byl zástupcem ředitele Lázeňské léčebny Mánes v Karlových Varech. Vedle toho se věnoval advokacii a byl odborným asistentem na 1. lékařské fakultě Univerzity Karlovy.

## Obvinění v kauze Nemocnice Na Homolce
V dubnu 2015 byl spolu s pěti dalšími lidmi obviněn v případě zakázek na účetní a medicínskoprávní služby, na právní a na poradenské služby. On sám odmítl obvinění komentovat, ale řekl, že proti němu podá stížnost. Spolu s ním byl obviněn dále ředitel nemocnice Vladimír Dbalý, hlavní účetní Emilie Bialešová, právník MSB Legal David Michal a poradcí Zdeněk Čáp a Josef Kantůrek.